# Port lotniczy Diebougou
Port lotniczy Diebougou – port lotniczy położony w Diebougou, w Burkinie Faso.